# Équipe d'Albanie de football
Cet article traite de l'équipe masculine. Pour l'équipe féminine, voir Équipe d'Albanie féminine de football.
Maillots
Actualités
L'équipe d'Albanie de football est la sélection de joueurs albanais représentant leur pays lors des compétitions internationales de football masculin, sous l'égide de la Fédération d'Albanie de football (FSHF).
Le football est un sport populaire en Albanie, la sélection albanaise a parfois su créer l’exploit contre des sélections qui lui étaient réputées supérieures. Elle se qualifie pour la première fois de son histoire à un grand tournoi international à l'occasion de l'Euro 2016.

## Histoire

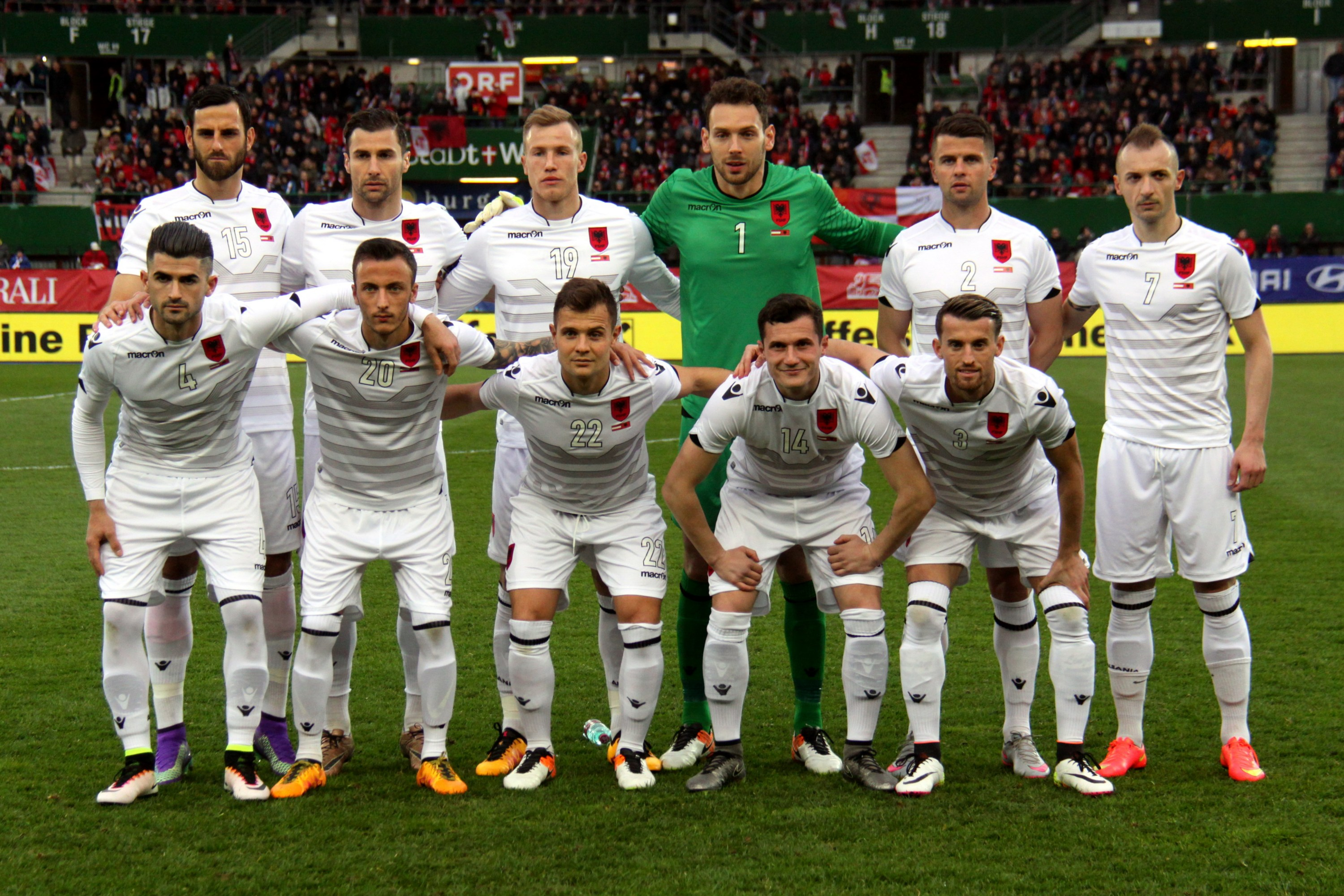
L'équipe d'Albanie de football en 2016.

### Début
Quoique la Fédération d'Albanie de football ait été fondée le 6 juin 1930, l'Albanie a attendu seize ans avant que de jouer son premier match international, et ce, bien qu’elle ait rejoint la FIFA dès 1932. En 1934, l'Albanie fut invitée à s'inscrire pour participer à la Coupe du monde (tour préliminaire), mais refusa en raison des difficultés rencontrées pour disputer un tel événement.

### Le développement de la sélection après la Seconde Guerre mondiale: un anonymat rompu par quelques exploits (1946-1992)
Après la Seconde Guerre mondiale, le football bénéficia de l’instauration du système communiste : il est popularisé et diffusé (introduction dans les écoles, les entreprises, en ville et à la campagne), l’État favorise la construction d’infrastructures dignes de ce nom.
L'équipe nationale d'Albanie fit ses débuts le 22 septembre 1946, écrasant l’équipe du Monténégro (5 buts à 0). 1946 est une année faste pour le football local, puisque l’Albanie remporte son seul trophée majeur : la première édition (en) de la Coupe des Balkans des nations.

En dépit de la modestie de ses moyens, l’Albanie est parvenue à tirer à diverses reprises son épingle du jeu : elle obtient un nul (1-1) à domicile, face à l'Irlande du Nord de George Best et de Pat Jennings en novembre 1965, qui mit fin aux espoirs nord-irlandais de qualification à la Coupe du monde. En 1967, elle fit subir le même sort à une autre équipe, davantage prestigieuse : à Tirana le 17 décembre 1967, l'Allemagne fédérale doit se contenter d’un nul (0-0) face aux Albanais. Ce faux pas allemand ferme les portes du tour suivant à la Mannschaft. La sélection albanaise signe finalement sa première victoire le 10 octobre 1973, face à la Finlande (1-0), grâce à un penalty transformé par Ramazan Rragami (en) à la 25e minute.

### Après 1992: une équipe en évolution
La chute du régime communiste n’est pas sans conséquence sur le football albanais, puisque ses meilleurs éléments partent à l’étranger. La sélection, affaiblie par le marasme économique dans lequel est plongé le pays, mais profitant de l’apport de techniciens évoluant désormais dans des championnats européens plus côtés, obtient des résultats encourageants, notamment durant les éliminatoires de l’Euro 2004 : victoires contre la Russie et la Géorgie, partages des points avec l’Eire et la Suisse, l’Albanie s’offre même le luxe, durant ces éliminatoires, de finir invaincue à domicile. Notons qu’en 2000, les Albanais remportèrent le Tournoi de Malte (Rothmans International Tournament). Enfin, lors des phases qualificatives à la Coupe du monde 2006, les Albanais ont battu les champions d’Europe grecs (2 buts à un, le 4 septembre 2004) à Tirana, et tenu en échec le Portugal, chez lui (0-0). Le dimanche 7 septembre 2014, l'équipe albanaise marque son histoire et bat le Portugal chez lui (0 - 1). Le 13 juin 2015 est une autre date historique pour les Albanais, qui battent pour la première fois les Français grâce à un magnifique but de Ergys Kaçe (1 - 0), c'est grâce à ces nombreux résultats positifs lors des éliminatoires pour l'Euro 2016 que l'équipe albanaise est classée pour la première fois 22e au classement de la FIFA, à ce jour son meilleur classement. Le 11 octobre 2015 l'Albanie se qualifie pour la première fois de leur histoire à une compétition majeure en battant l'Arménie 3-0, une qualifications historique pour ce pays de 3 millions d'habitants. 

L'Albanie entame son premier Euro face à la Suisse où elle est défaite 1-0. Elle affronte ensuite la France où elle concède 2 buts dans les dernières minutes du match (défaite 2-0). Alors qu'elle était au bord de l'élimination, elle remporte son match face à la Roumanie (1-0), c'est la première victoire et le premier but de l'Albanie lors d'une compétition internationale. Cette victoire permet à l'Albanie de passer troisième du groupe A et d'espérer une qualification pour les 8e de finale en tant que meilleur troisième. Mais elle termine comme moins bon troisième et ne réussit pas à figurer parmi les quatre meilleurs troisièmes qualifiés pour la phase à élimination directe.
L'Albanie ne réussit pas à se qualifier pour la Coupe du monde 2018 puisqu'elle ne termine qu'à la troisième place du groupe G dans une poule difficile dominée par l'Espagne directement qualifiée ainsi que l'Italie, ensuite barragiste malheureux. Elle échoue également à se qualifier pour l'Euro 2021, puisqu'elle termine quatrième du groupe H avec un parcours marqué par un succès avec la manière à domicile contre l'Islande (4-2) mais également un nul surprenant toujours à domicile contre Andorre (2-2) ; et ne réussit pas à être éligible pour les barrages du fait de sa position lors de la première édition de Ligue des nations.
Lors de l'édition 2020-2021 de Ligue des nations, l'Albanie obtient sa promotion en Ligue B en terminant en tête de sa poule avec trois victoires, deux matchs nuls et une seule défaite (à domicile 0-1 contre la Lituanie).
L'Albanie décroche ensuite une deuxième qualification pour un Championnat d'Europe à l'occasion de l'Euro 2024 en Allemagne en terminant à la première place de son groupe d'éliminatoires avec un bilan de quatre victoires, trois nuls et une seule défaite. Les Aigles ont durant leur campagne qualificative concédé quelques résultats décevants, à l'instar d'un nul à l'extérieur en Moldavie (1-1) et d'un autre nul à domicile lors de la dernière journée face aux Îles Féroé tout en étant déjà qualifié au coup d'envoi (0-0), mais aussi obtenu des victoires avec la manière face à des équipes supérieures sur le papier (2-0 à domicile contre la Pologne et 3-0 à domicile face à la Tchéquie). Ils ont été placés dans un « groupe de la mort » contre l'Espagne, l'Italie et la Croatie, les trois adversaires étant des champions d'Europe et des médaillés de la Coupe du monde. Avec deux défaites contre l'Espagne et l'Italie et un match nul contre la Croatie, l'équipe a terminé à la dernière place de son groupe et ne s'est pas qualifiée pour la phase à élimination directe.

## Autres sélections albanaises
En plus de sa sélection senior, l’Albanie possède des sélections espoirs, - de 19 ans, - de 17 ans et - de 15 ans. En 1984, la sélection albanaise espoirs atteignit les quarts-de-finale, qu’elle perdit face à l’Italie. L’Albanie possède une équipe féminine Équipe d'Albanie féminine de football, il existe également un championnat national.

## Infrastructures et supporters

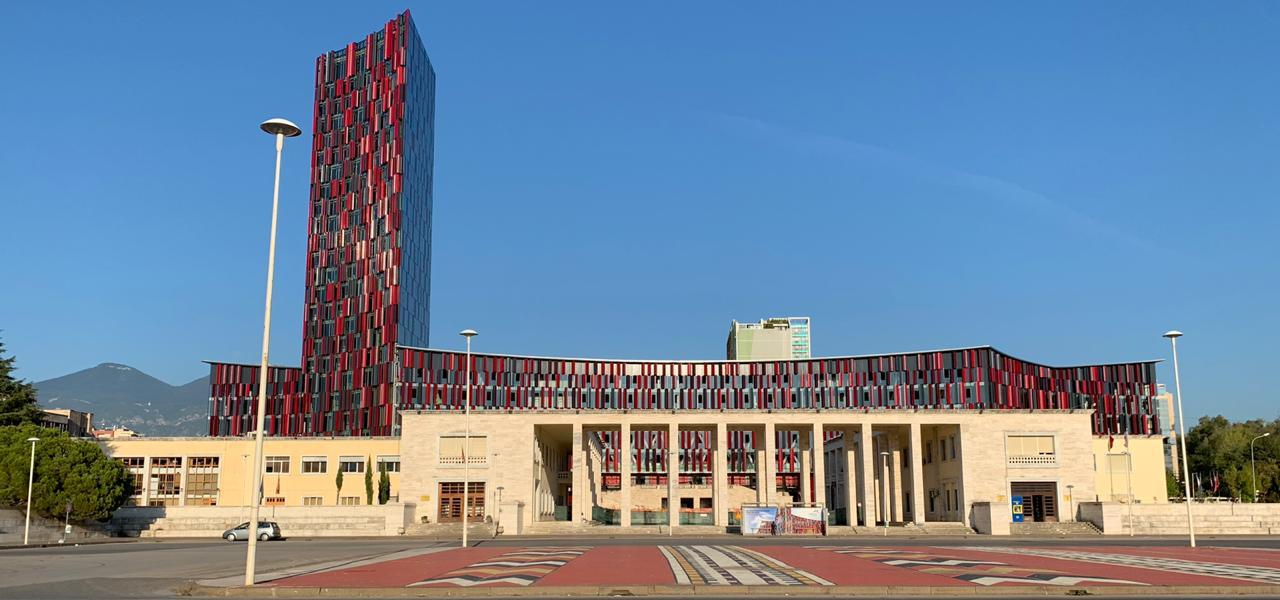
L'Arena Kombëtare.

La plupart des matchs de la sélection était disputés au Stade Qemal Stafa, construit dans les années 1930, avant l’inauguration de l'Arena Kombëtare en 2019 à l’occasion du match contre la France, avec une capacité de 22 500 places. Omnisports à l’origine, il est désormais affecté quasi exclusivement au football.
Elle a également joué ses matchs au Elbasan Arena situé à Elbasan, et aussi au Stade Loro-Boriçi, situé à Shkoder, où les Albanais ont notamment battu la Russie (3 buts à 1), lors des éliminatoires de l’Euro 2004.
L’Albanie possède son club de supporters, les Tifozat Kuq e Zi (Fans Rouges et Noirs) créé le 25 décembre 2003.

## Sponsors

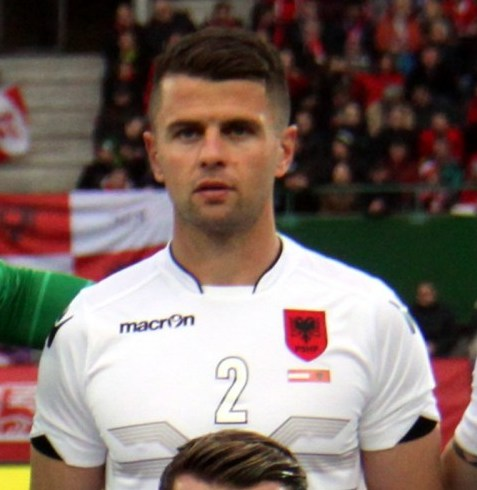
Le joueur Andi Lila portant le maillot officiel de l'Albanie avec l'indication du sponsor

Durant l'Euro 2016, l'équipementier d'article de sport italien Macron est le sponsor officiel de l'équipe d'Albanie. Ce soutien commercial avec cette entreprise est assuré pour six années.

## Palmarès

### Parcours enCoupe du monde
| Année | Position      |      | Année         | Position |                       | Année | Position |
| 1930  | Non inscrite  | 1974 | Non qualifiée | 2010     | Non qualifiée         |       |          |
| 1934  | Non inscrite  | 1978 | Non inscrite  | 2014     | Non qualifiée         |       |          |
| 1938  | Non inscrite  | 1982 | Non qualifiée | 2018     | Non qualifiée         |       |          |
| 1950  | Non inscrite  | 1986 | Non qualifiée | 2022     | Non qualifiée         |       |          |
| 1954  | Non inscrite  | 1990 | Non qualifiée | 2026     | Éliminatoire en cours |       |          |
| 1958  | Non inscrite  | 1994 | Non qualifiée | 2030     | À venir               |       |          |
| 1962  | Non inscrite  | 1998 | Non qualifiée | 2034     | À venir               |       |          |
| 1966  | Non qualifiée | 2002 | Non qualifiée |          |                       |       |          |
| 1970  | Non autorisée | 2006 | Non qualifiée |          |                       |       |          |

### Parcours enChampionnat d'Europe
| Année | Position           |      | Année         | Position |               | Année | Position |
| 1960  | Non inscrite       | 1988 | Non qualifiée | 2016     | 1er tour      |       |          |
| 1964  | Huitième de finale | 1992 | Non qualifiée | 2020     | Non qualifiée |       |          |
| 1968  | Non qualifiée      | 1996 | Non qualifiée | 2024     | 1er tour      |       |          |
| 1972  | Non qualifiée      | 2000 | Non qualifiée | 2028     | À venir       |       |          |
| 1976  | Non inscrite       | 2004 | Non qualifiée | 2032     | À venir       |       |          |
| 1980  | Non inscrite       | 2008 | Non qualifiée |          |               |       |          |
| 1984  | Non qualifiée      | 2012 | Non qualifiée |          |               |       |          |

### Parcours enLigue des nations
| Édition   | Ligue | Phase de Groupe | Phase de Groupe | Phase de Groupe | Phase de Groupe | Phase de Groupe | Phase de Groupe | Phase de Groupe | Phase finale | Phase finale | Phase finale | Phase finale | Phase finale | Phase finale | Phase finale | Phase finale |
| Édition   | Ligue | Class.          | M               | V               | N               | D               | bp              | bc              | Pays hôte    | Résultat     | M            | V            | N            | D            | bp           | bc           |
| --------- | ----- | --------------- | --------------- | --------------- | --------------- | --------------- | --------------- | --------------- | ------------ | ------------ | ------------ | ------------ | ------------ | ------------ | ------------ | ------------ |
| 2018-2019 | C     | 3/3             | 4               | 1               | 0               | 3               | 1               | 8               | 2019         | Inéligible   | Inéligible   | Inéligible   | Inéligible   | Inéligible   | Inéligible   | Inéligible   |
| 2020-2021 | C     | 1/4             | 6               | 3               | 2               | 1               | 8               | 4               | 2021         | Inéligible   | Inéligible   | Inéligible   | Inéligible   | Inéligible   | Inéligible   | Inéligible   |
| 2022-2023 | B     | 3/4             | 4               | 0               | 2               | 2               | 4               | 6               | 2023         | Inéligible   | Inéligible   | Inéligible   | Inéligible   | Inéligible   | Inéligible   | Inéligible   |
| 2024-2025 | B     | 4/4             | 6               | 2               | 1               | 3               | 4               | 6               | 2025         | Inéligible   | Inéligible   | Inéligible   | Inéligible   | Inéligible   | Inéligible   | Inéligible   |
| Total     | Total | Total           | 20              | 6               | 5               | 9               | 17              | 24              | Total        | Total        | 0            | 0            | 0            | 0            | 0            | 0            |

### Trophées divers
- Coupe des Balkans des nations (1946).
- Tournoi international de Malte (2000).

### Classement FIFA
| Année              | 1993 | 1994 | 1995 | 1996 | 1997 | 1998 | 1999 | 2000 | 2001 | 2002 | 2003 | 2004 | 2005 | 2006 | 2007 | 2008 | 2009 | 2010 | 2011 | 2012 | 2013 | 2014 | 2015 | 2016 | 2017 | 2018 | 2019 | 2020 | 2021 | 2022 | 2023 | 2024 |
| ------------------ | ---- | ---- | ---- | ---- | ---- | ---- | ---- | ---- | ---- | ---- | ---- | ---- | ---- | ---- | ---- | ---- | ---- | ---- | ---- | ---- | ---- | ---- | ---- | ---- | ---- | ---- | ---- | ---- | ---- | ---- | ---- | ---- |
| Classement mondial | 92   | 100  | 91   | 116  | 116  | 106  | 83   | 72   | 96   | 93   | 89   | 86   | 82   | 87   | 80   | 81   | 96   | 65   | 74   | 63   | 57   | 58   | 38   | 49   | 62   | 60   | 66   | 66   | 66   | 66   | 62   | 65   |

## Composition

### Sélection actuelle
Les joueurs suivants ont été appelés pour disputer les qualifications de la Coupe du monde 2026.

### Encadrement technique
| Poste                   | Nom                 | Nationalité |
| ----------------------- | ------------------- | ----------- |
| Sélectionneur           | Sylvinho            | Brésil      |
| Sélectionneur adjoint   | Pablo Zabaleta      | Argentine   |
| Sélectionneur adjoint   | Ervin Bulku         | Albanie     |
| Sélectionneur adjoint   | Doriva              | Brésil      |
| Entraîneur des gardiens | Ilir Bozhiqi        | Albanie     |
| Médecin                 | Gianluca Stesina    | Italie      |
| Masseur                 | Arzen Voçi          | Albanie     |
| Physiothérapeute        | Altin Haxhia        | Albanie     |
| Entraîneurs sportifs    | Taulant Stërmasi    | Albanie     |
| Entraîneurs sportifs    | Elton Kodra         | Albanie     |
| Bases matérielles       | Eduard Salillari    | Albanie     |
| Bases matérielles       | Osman Bulku         | Albanie     |
| Ostéopathe              | Arjan Llaperi       | Albanie     |
| Chef d'équipe           | Dritan Babamusta    | Albanie     |
| Analyste vidéo          | Alarico Marco Rossi | Italie      |

### Principaux joueurs
- Adrian Aliaj
- Erjon Bogdani
- Loro Boriçi
- Alban Bushi
- Armend Dallku
- Sulejman Demollari
- Klodian Duro
- Altin Haxhi
- Edmond Kapllani
- Bledar Kola
- Altin Lala
- Riza Lushta
- Edvin Murati
- Panajot Pano
- Altin Rraklli
- Ervin Skela
- Foto Strakosha
- Igli Tare
- Rudi Vata
- Lorik Cana

#### Joueurs records
| Rang | Sélections | Joueur         | Carrière  | Buts |
| ---- | ---------- | -------------- | --------- | ---- |
| 1    | 93         | Lorik Cana     | 2003-2016 | 1    |
| 2    | 85         | Elseid Hysaj   | 2013-     | 2    |
| 3    | 80         | Etrit Berisha  | 2012-     | 0    |
| 4    | 79         | Altin Lala     | 1998-2011 | 3    |
| 5    | 77         | Klodian Duro   | 2001-2011 | 4    |
| 6    | 75         | Erjon Bogdani  | 1996-2013 | 18   |
| 6    | 75         | Ervin Skela    | 2000-2011 | 13   |
| 8    | 73         | Ansi Agolli    | 2005-2017 | 3    |
| 8    | 73         | Foto Strakosha | 1990-2004 | 0    |
| 10   | 69         | Odise Roshi    | 2011-     | 5    |

| Rang | Buts | Joueur           | Carrière  | Sélections | Ratio |
| ---- | ---- | ---------------- | --------- | ---------- | ----- |
| 1    | 18   | Erjon Bogdani    | 1996-2013 | 75         | 0,24  |
| 2    | 14   | Alban Bushi      | 1995-2007 | 67         | 0,21  |
| 3    | 13   | Sokol Cikalleshi | 2014-     | 58         | 0,23  |
| 3    | 13   | Ervin Skela      | 2000-2011 | 75         | 0,17  |
| 5    | 12   | Armando Sadiku   | 2012-     | 38         | 0,31  |
| 6    | 11   | Hamdi Salihi     | 2006-2015 | 50         | 0,22  |
| 6    | 11   | Altin Rraklli    | 1992-2005 | 63         | 0,17  |
| 8    | 10   | Sokol Kushta     | 1987-1996 | 31         | 0,32  |
| 8    | 10   | Igli Tare        | 1997-2007 | 68         | 0,15  |
| 10   | 9    | Bekim Balaj      | 2012-2022 | 48         | 0,19  |

## Sélectionneurs
Liste des sélectionneurs de l'équipe nationale d'Albanie depuis 1946.
| Sélectionneur                          | Période     | Matchs |
| -------------------------------------- | ----------- | ------ |
| Ljubiša Broćić                         | 1946        | 4      |
| Adem Karapici (1)                      | 1947        | 1      |
| Ljubiša Broćić (2)                     | 1947        | 2      |
| Adem Karapici (2)                      | 1947-1948   | 4      |
| Sllave Llambi                          | 1949        | 3      |
| Ludovik Javoka                         | 1949-1950   | 6      |
| Myslym Alla (1)                        | 1952        | 2      |
| Miklós Vadas                           | 1953        | 1      |
| Loro Boriçi (1)                        | 1957-1963   | 5      |
| Zyber Konçi (1)                        | 1963-1965   | 7      |
| Loro Boriçi (2)                        | 1965-1972   | 14     |
| Myslym Alla (2)                        | 1972-1973   | 3      |
| Ilia Schuke                            | 1973        | 3      |
| Loro Boriçi (3)                        | 1976        | 4      |
| Zyber Konçi (2)                        | 1980        | 4      |
| Loro Boriçi (4)                        | 1981        | 4      |
| Shyqyri Rreli (1)                      | 1982-1985   | 14     |
| Agron Sulaj (1)                        | 1985-1987   | 7      |
| Shyqyri Rreli (2)                      | 1988-1989   | 9      |
| Bejkush Birçe (1)                      | 1990        | 1      |
| Agron Sulaj (2)                        | 1990        | 3      |
| Bejkush Birçe (2)                      | 1991-1994   | 19     |
| Neptun Bajko                           | 1994-1996   | 17     |
| Astrit Hafizi                          | 1997-1999   | 23     |
| Medin Zhega                            | 2000-2001   | 13     |
| Sulejman Demollari                     | 2001-2002   | 9      |
| Giuseppe Dossena                       | 2002        | 2      |
| Hans-Peter Briegel                     | 2003-2006   | 31     |
| Otto Barić                             | 2006-2007   | 13     |
| Slavko Kovačić                         | 2007        | 2      |
| Arie Haan                              | 2008-2009   | 10     |
| Josip Kuže                             | 2009-2011   | 24     |
| Džemal Mustedanagić                    | 2011        | 2      |
| Gianni De Biasi                        | 2011-2017   | 54     |
| Christian Panucci                      | 2017-2019   | 15     |
| Ervin Bulku et Sulejman Mema (intérim) | 2019        | 1      |
| Edoardo Reja                           | 2019-2022   | 38     |
| Sylvinho                               | depuis 2023 | 26     |

## L'Albanie face aux autres nations (1946-2025)
Sur les 211 fédérations membres de la FIFA, l'Albanie a joué contre 70 d'entre elles, la majorité étant des pays européens :
| N° | Adversaire           | Joués | Gagnés | Nuls | Perdus | BP  | BC  | Diff. | % Victoire |
| -- | -------------------- | ----- | ------ | ---- | ------ | --- | --- | ----- | ---------- |
| 1  | Algérie              | 2     | 2      | 0    | 0      | 5   | 0   | +5    | 100 %      |
| 2  | Allemagne            | 14    | 0      | 1    | 13     | 10  | 38  | -28   | 0 %        |
| 3  | Allemagne de l'Est   | 3     | 0      | 1    | 2      | 2   | 7   | -5    | 0%         |
| 4  | Andorre              | 8     | 6      | 1    | 1      | 14  | 4   | +10   | 75 %       |
| 5  | Angleterre           | 7     | 0      | 0    | 7      | 1   | 21  | -20   | 0 %        |
| 6  | Arabie saoudite      | 1     | 0      | 1    | 0      | 1   | 1   | 0     | 0 %        |
| 7  | Argentine            | 1     | 0      | 0    | 1      | 0   | 4   | -4    | 0 %        |
| 8  | Arménie              | 6     | 4      | 1    | 1      | 10  | 5   | +5    | 66,67 %    |
| 9  | Autriche             | 7     | 0      | 0    | 7      | 2   | 19  | -17   | 0 %        |
| 10 | Azerbaïdjan          | 6     | 4      | 1    | 1      | 8   | 4   | +4    | 66,67 %    |
| 11 | Bahreïn              | 1     | 0      | 0    | 1      | 0   | 3   | -3    | 0 %        |
| 12 | Belgique             | 2     | 1      | 0    | 1      | 3   | 3   | 0     | 50 %       |
| 13 | Biélorussie          | 7     | 3      | 2    | 2      | 10  | 10  | 0     | 42,85 %    |
| 14 | Bosnie-Herzégovine   | 5     | 1      | 2    | 2      | 4   | 5   | -1    | 20 %       |
| 15 | Bulgarie             | 12    | 3      | 4    | 5      | 10  | 15  | -5    | 25 %       |
| 16 | Cameroun             | 1     | 0      | 1    | 0      | 0   | 0   | 0     | 0 %        |
| 17 | Chili                | 1     | 0      | 0    | 1      | 0   | 3   | -3    | 0 %        |
| 18 | Chine                | 1     | 0      | 1    | 0      | 1   | 1   | 0     | 0 %        |
| 19 | Chypre               | 6     | 2      | 2    | 2      | 12  | 7   | +5    | 33 %       |
| 20 | Croatie              | 1     | 0      | 1    | 0      | 2   | 2   | 0     | 0 %        |
| 21 | Cuba                 | 1     | 0      | 1    | 0      | 0   | 0   | 0     | 0 %        |
| 22 | Danemark             | 10    | 1      | 3    | 6      | 4   | 19  | -15   | 10 %       |
| 23 | Écosse               | 2     | 0      | 0    | 2      | 0   | 6   | -6    | 0 %        |
| 24 | Espagne              | 9     | 0      | 0    | 9      | 3   | 32  | -29   | 0 %        |
| 25 | Estonie              | 4     | 1      | 3    | 0      | 3   | 1   | +2    | 25 %       |
| 26 | Finlande             | 7     | 2      | 1    | 4      | 6   | 8   | -2    | 28,57 %    |
| 27 | France               | 9     | 1      | 1    | 7      | 4   | 20  | -16   | 11,11 %    |
| 28 | Géorgie              | 17    | 4      | 4    | 9      | 14  | 24  | -10   | 23,52 %    |
| 29 | Grèce                | 14    | 5      | 3    | 6      | 10  | 13  | -3    | 35,71 %    |
| 30 | Hongrie              | 8     | 2      | 1    | 5      | 2   | 19  | -17   | 25 %       |
| 31 | Îles Féroé           | 2     | 1      | 1    | 0      | 3   | 1   | +2    | 50 %       |
| 32 | Iran                 | 1     | 1      | 0    | 0      | 1   | 0   | +1    | 100 %      |
| 33 | Irlande du Nord      | 9     | 2      | 2    | 5      | 5   | 13  | -8    | 20 %       |
| 34 | Islande              | 9     | 3      | 2    | 4      | 11  | 12  | -1    | 33,33 %    |
| 35 | Israël               | 6     | 2      | 0    | 4      | 6   | 9   | -3    | 33,33 %    |
| 36 | Italie               | 5     | 0      | 0    | 5      | 2   | 9   | -7    | 0 %        |
| 37 | Jordanie             | 1     | 0      | 1    | 0      | 0   | 0   | 0     | 0 %        |
| 38 | Kazakhstan           | 4     | 3      | 1    | 0      | 6   | 2   | +4    | 75 %       |
| 39 | Kosovo               | 3     | 1      | 1    | 1      | 4   | 6   | -2    | 33,33%     |
| 40 | Lettonie             | 6     | 0      | 6    | 0      | 7   | 7   | 0     | 0 %        |
| 41 | Liechtenstein        | 4     | 4      | 0    | 0      | 9   | 0   | +9    | 100 %      |
| 42 | Lituanie             | 6     | 2      | 1    | 3      | 7   | 7   | 0     | 33,33 %    |
| 43 | Luxembourg           | 7     | 4      | 1    | 2      | 10  | 4   | +6    | 57,14 %    |
| 44 | Macédoine du Nord    | 10    | 2      | 4    | 4      | 7   | 12  | -5    | 20 %       |
| 45 | Malte                | 8     | 5      | 2    | 1      | 14  | 3   | +11   | 62,5 %     |
| 46 | Maroc                | 1     | 0      | 1    | 0      | 0   | 0   | 0     | 0 %        |
| 47 | Mexique              | 1     | 0      | 0    | 1      | 0   | 4   | -4    | 0 %        |
| 48 | Moldavie             | 7     | 5      | 2    | 0      | 15  | 3   | +12   | 71,42 %    |
| 49 | Monténégro           | 2     | 2      | 0    | 0      | 4   | 2   | +2    | 100 %      |
| 50 | Norvège              | 5     | 1      | 2    | 2      | 5   | 6   | -1    | 20 %       |
| 51 | Ouzbékistan          | 1     | 1      | 0    | 0      | 1   | 0   | +1    | 100 %      |
| 52 | Pays-Bas             | 4     | 0      | 0    | 4      | 1   | 7   | -6    | 0 %        |
| 53 | Pays de Galles       | 4     | 1      | 2    | 1      | 2   | 3   | -1    | 25 %       |
| 54 | Pologne              | 15    | 2      | 3    | 10     | 10  | 20  | -10   | 13,33 %    |
| 55 | Portugal             | 7     | 1      | 1    | 5      | 5   | 13  | -8    | 14,28 %    |
| 56 | Qatar                | 3     | 2      | 0    | 1      | 5   | 3   | +2    | 66,67 %    |
| 57 | République d'Irlande | 4     | 0      | 1    | 3      | 2   | 6   | -4    | 0 %        |
| 58 | Roumanie             | 17    | 3      | 3    | 11     | 10  | 41  | -31   | 23,52 %    |
| 59 | Russie               | 2     | 1      | 0    | 1      | 4   | 5   | -1    | 50 %       |
| 60 | Saint-Marin          | 4     | 4      | 0    | 0      | 13  | 0   | +13   | 100 %      |
| 61 | Serbie               | 3     | 1      | 1    | 1      | 3   | 2   | +1    | 33,33 %    |
| 62 | Slovénie             | 7     | 1      | 2    | 4      | 2   | 6   | -4    | 14,28 %    |
| 63 | Suède                | 6     | 1      | 1    | 4      | 5   | 11  | -6    | 16,67 %    |
| 64 | Suisse               | 7     | 0      | 1    | 6      | 4   | 12  | -8    | 0 %        |
| 65 | Tchécoslovaquie      | 5     | 2      | 0    | 3      | 6   | 10  | -4    | 40 %       |
| 66 | Tchéquie             | 5     | 1      | 2    | 2      | 5   | 6   | -1    | 20 %       |
| 67 | Turquie              | 12    | 4      | 2    | 6      | 14  | 13  | +1    | 33,33 %    |
| 68 | Ukraine              | 8     | 1      | 1    | 6      | 7   | 16  | -9    | 12,5 %     |
| 69 | Vietnam              | 1     | 1      | 0    | 0      | 5   | 0   | +5    | 100 %      |
| 70 | Yougoslavie          | 5     | 0      | 1    | 4      | 4   | 13  | -9    | 0 %        |
|    | Total                | 391   | 107    | 84   | 199    | 374 | 580 | -206  | 27,36 %    |

## Identité

### Symboles

Logo entre 1930 et 1938
Logo entre 1939 et 1943
Logo entre 1946 et 1991
Logo actuel

### Équipementiers
| Nom      | Période     |
| -------- | ----------- |
| Adidas   | 1980-1991   |
| Umbro    | 1992-1994   |
| Uhlsport | 1995-1995   |
| Puma     | 1996-2004   |
| Umbro    | 2004-2008   |
| Nike     | 2008-2010   |
| Legea    | 2010-2011   |
| Adidas   | 2011-2016   |
| Macron   | Depuis 2016 |